# Tornatina inconspicua
Tornatina inconspicua är en snäckart som först beskrevs av Olsson och McGinty 1958.  Tornatina inconspicua ingår i släktet Tornatina och familjen Cylichnidae. Inga underarter finns listade i Catalogue of Life.